# Strumentista (industria)
In ambito industriale uno strumentista è un tecnico che in un impianto si occupa della installazione e/o manutenzione  dei sistemi di controllo (DCS, ESD F&G) e della strumentazione di misura e regolazione (misuratori di pressione, portata, temperatura, livello, analisi, regolatrici di flusso etc. etc.)
Sono richieste competenze di fisica base, elettriche, elettroniche e pneumatiche
Di seguito vengono indicate le principali attività (non esaustive):
1) installazione e manutenzione di strumentazione di controllo e regolazione di tipo industriale 
2) interventi per il controllo e la taratura degli strumenti sia analogici che digitali sulle linee di processo
3) interventi su strumentazione collegata ad impianti gestiti da PLC
4) lettura ed interpretazione di schemi elettrici e di processo
5) ricerca guasti